# Устинівщина (пам'ятка природи)
Усти́нівщина — ботанічна пам'ятка природи місцевого значення в Україні. Розташований у межах Куликівської селищної громади Чернігівського району Чернігівської області, на південний захід від села Грабівка.
Площа 6,2 га. Статус присвоєно згідно з рішенням Чернігвського облвиконкому від 10.06.1972 року № 303; від 27.12.1984 року № 454; від 28.08.1989 року № 164; від 31.07.1991 року № 159. Перебуває у віданні ДП «Чернігівське лісове господарство» (Дроздівське л-во, кв. 39, вид. 13).
Статус присвоєно для збереження частини лісового масиву з цінними насадженнями дуба.